# 東海道新幹線工事誌
東海道新幹線工事誌（とうかいどうしんかんせんこうじし）とは、東海道新幹線の計画策定、線路選定、用地取得、設計協議、建設工事、設備整備から開業までをまとめて刊行された公式記録。編集発行元と内容により複数の種類がある。

## 概要
ここにおける工事誌とは大規模な公共工事が完了した際に、建設主体の国、自治体、または法人から刊行される「工事の記録」を記した書物。
東海道新幹線建設工事の場合、それまで日本の鉄道にない規格と斬新な技術を用いること、1964年東京オリンピック開催までに開業することが求められていたこと、工区が約500kmと長大であったことから、複数の工事局が分担して工事にあたり、それぞれの工事局がその分担範囲について工事誌を編纂した。工事にあたった局は、もともと国鉄の組織としてあった東京工事局、1959年（昭和34年）4月に設置された東京幹線工事局（東幹工）、および1959年（昭和34年）12月に設置された静岡幹線工事局（静幹工）、名古屋幹線工事局（名幹工）、大阪幹線工事局（大幹工）である。またそれらとは別に、新幹線総局の仕事を引き継いだ形の新幹線支社が包括的な工事誌を取りまとめている。
これら東海道新幹線の工事誌は、工費と工期の制約に苦しみながらそれまでにない新しい形の幹線を建設するという所期の目的を達成した現場の苦闘の記録であり、また後々の同種の工事を行う際の参考にもなるようにとの意図も込めて編纂されている。
完工後、各工事局はそれぞれに工事誌を編纂したが、直接の担当者は工事完了後ただちに他部門に転出する、あるいは別の工事に忙殺されるなどの場合が多く、また工事記録も膨大で、これを本にまとめることは容易ではなかったことが、各工事誌の序やあとがき、編集後記に記されている。
なお新幹線工事は大別して、土木工事とそのあとの電気工事があり、東京幹線工事局と新幹線支社では「土木編」と「電気編」を冊を分けて刊行している。また大阪幹線工事局は一般編に加えて『東海道新幹線電気工事誌』を刊行している。
全体
- 『東海道新幹線工事誌』 一般編, 土木編, 電気編[1]. ： 日本国有鉄道（編） -- 日本鉄道施設協会, 1965
- 『東海道新幹線工事誌』 土木編, 電気編. ： 日本国有鉄道東海道新幹線支社（編） -- 東海道新幹線支社, 1965

東京 （東京幹線工事局篇・東京工事局篇）
- 『東海道新幹線工事誌』一般編, 土木編, 電気編. ： 日本国有鉄道東京幹線工事局（編）-- 東京第二工事局, 1965
- 『東海道新幹線工事誌』日本国有鉄道東京工事局（編） -- 日本国有鉄道東京工事局, 1967
詳細は東京幹線工事局を参照。

静岡 （静岡幹線工事局篇）
- 『東海道新幹線工事誌』 日本国有鉄道静岡幹線工事局（編）-- 東京第二工事局, 1965
詳細は静岡幹線工事局を参照。

名古屋 （名古屋幹線工事局篇）
- 『東海道新幹線工事誌』日本国有鉄道名古屋幹線工事局（編） -- 日本国有鉄道岐阜工事局, 1965
詳細は名古屋幹線工事局を参照。

大阪 （大阪幹線工事局篇）
- 『東海道新幹線工事誌』日本国有鉄道大阪幹線工事局（編） -- 日本国有鉄道大阪第二工事局, 1965
- 『東海道新幹線電気工事誌』日本国有鉄道大阪幹線工事局（編） 1965
詳細は大阪幹線工事局を参照。